# Johan Brinell
Johan August Brinell (ur. 21 listopada 1849 w miejscowości Bringetofta k. Jönköping, zm. 17 listopada 1925 w Sztokholmie) – szwedzki metaloznawca i metalurg.
Od 1875 pracował jako inżynier w hucie stali, w 1882 został głównym inżynierem w hucie w mieście Fagersta. Zajmował się zagadnieniem twardości stali, w 1900 opracował metodę badania twardości metali (stosowaną do dziś). Był członkiem Królewskiej Szwedzkiej Akademii Nauk. W 1900 roku otrzymał nagrodę Polhema za skalę twardości Brinella.